# 戦国自衛隊 (劇画)
『戦国自衛隊』（せんごくじえいたい）は、半村良の同名のSF小説を原作とする劇画。田辺節雄の作画によるもの、森秀樹の作画によるものがある。

## 田辺節雄版

### 戦国自衛隊（田辺版）
田辺節雄の作画による『戦国自衛隊』は、1975年6月から1976年2月まで、秋田書店の雑誌『プレイコミック』に連載された。原作に忠実な劇画化作品である。単行本初出は、1979年発売の秋田漫画文庫（全2巻）。1998年のセブンコミックス発売を経て、2003年には続編の発売と同コンビニコミック版の販売に合わせ、コンビニコミック版が上下2巻発売された。また、2008年にセブン文庫で発売された。
劇中の台詞に「川崎堀の内のトルコよく通ったもんだが」というものがあったが、後年に発売された版では「川崎堀の内のソープランドよく通ったもんだが」に差し替えられている。これはトルコ風呂問題による配慮である。

#### ストーリー（田辺版）
自衛隊は北海道と能登半島の一部に敵の圧力が加えられたという想定で、日本全国を舞台に大演習を行っていた。新潟県と富山県の県境を流れる境川の河口には、臨時の野戦補給所が設置されていたが、突如閃光と共に爆風と地震が河口の岩場にいた補給部隊を襲い、伊庭義明3尉ら自衛官30名は戦国時代へ飛ばされてしまう。
伊庭たちは越後の長尾景虎との一時交戦を余儀なくされるが、景虎との決闘に勝利した伊庭は攻撃を受けない限り戦う意思はないことを告げ、和解する。景虎との会談を経て、伊庭たちはこの世界が自分たちの知る戦国時代ではなく、大筋では同じものの、小さな戦の勝者が異なっているなど微妙に異なるパラレルワールドであることに気づく。景虎も自衛隊の武器の火力に目を付け、敵対するよりも味方とした方が良いと判断し、食料などの援助を約束する。伊庭たちが近代装備を駆使し、景虎が小泉越後守を倒したことを手始めとして、いつしか自衛隊は「とき衆」または「土岐衆」と呼ばれ、近隣諸国の大名たちから恐れられるようになる。しかし、快進撃を続ける自衛隊と越後軍の前に甲斐の武田信玄が立ちはだかる。山本勘助が立案した荷車に丸太を括り付けトラックのタイヤめがけて突撃してくる「啄木鳥戦法」などに自衛隊の機械化機動戦術（「車懸かり」）も苦戦し、伊庭は仲間の死体を乗り越えて押し寄せる武田兵に死を覚悟するも援軍のおかげで命拾いする。最後は長尾軍の本陣に単騎で賭けてきた信玄を景虎が討ち果たして決着が付く。
その後、伊庭軍は伊豆の北条を、長尾軍は北陸を、美濃方面を石庭竹秀が侵攻する。姉川の戦いで浅井・朝倉連合軍を打ち破るが、自衛隊の弾薬、燃料は尽きてしまう。加納一士をはじめとする元武器科隊員が武器科の知識を生かしこの時代の技術で通称「カノウ砲」なる大砲を開発する。この時代には充分な破壊力を誇るその活躍もあり、「とき衆」の快進撃は続いた。
そんな中、久々に伊庭と合流した景虎は、自身は朝廷から関東管領の地位を拝領すればそれ以上は望まず、天下統一事業は伊庭に任せると明言し、天下人として自前の城を築くことを進言する。伊庭の方は会ったことのない細川藤孝を史実の知識から指名し、朝廷との橋渡し役に依頼することを進言。景虎は念願だった関東管領の職を拝領して越後に引き揚げ、これをきっかけに伊庭も藤孝との結び付きが強くなっていった。築城に関しては栗林孫市改め庭長秀に任せるが、史実の織田信長が築いた安土山に自分たちも城を築くという状況に思わず笑った伊庭は、あえて史実の安土城下同様の街になるよう注文して築城を長秀に一任する。やがて、伊庭は美濃大垣城での加納一士との会話から、自分たちの行動が自分たちをこの世界に運んだ何者かによって決められたものであり、失敗しても必然、成功しても必然という境地に達する。
永禄○×年、北陸は安土で退屈を嫌った島田和秀3曹が乗り込み、越後・越中は長尾景虎が治め、東海地方は直江文吾改め三河文康、四国方面軍は庭長秀を総指揮に、三田村3曹はじめ海自3名が軍監に、中国方面は石庭竹秀が連戦連勝の快進撃という状況だった。伊庭は朝廷からの征夷大将軍の官位を度々断っていた。伊庭の構想は幕府による日本統治ではなく、天皇による中央集権制の確立であり、その手始めに撰銭令を天皇の命として発行し、通貨発行権を天皇が持つことを計画するが、長年の慣習から何も決めず何もしないことを信条とする天皇や公家たちには受け入れがたいことでもあり、朝廷からの官位を受けない者は不要でもあった。そして、睦月のある日、細川藤孝に圧をかけ、ついには細川藤孝に謀反を承知させる。
北陸にいる島田、四国方面の三田村らを除き、自衛隊員たちは安土から妙蓮寺に。伊庭が細川藤孝の妹との結婚を考えていることが分かり、隊員たちは祝宴を挙げた。その夜、妙蓮寺に宿泊していた伊庭たちを細川藤孝の大軍が襲撃する。隊員たちは残弾も少ない64式小銃で迎え撃つが多勢に無勢であり、伊庭は最期の時が来たと感じ、寝室にこもると拳銃を頭に当てて引き金を引く。その時、まさに銃口から発射された弾丸が脳髄を貫く瞬間、伊庭はここが史実での本能寺、細川藤孝が「明智光秀」、島田和秀3曹が「柴田勝家」、石庭竹秀が「羽柴秀吉」、庭長秀が「丹羽長秀」、三河文康が「徳川家康」、長尾景虎が「上杉謙信」、そして自分が「織田信長」に相当し、異なる歴史を歩むはずだったこの世界を史実に沿うよう修正してしまったことを悟り、炎の中に消えていくのだった。

#### 登場人物
伊庭義明
主人公。陸上自衛隊3等陸尉。タイムスリップした自衛隊を率いて天下統一を目指して戦国時代を戦っていくが、統一を目前にして「妙蓮寺の変」にて命を落とす。その死の瞬間に、自身が本来の歴史における織田信長の役割を演じていた事に気付かされた。「続」の序盤では大谷吉継から「信長公」と呼ばれている。ノベルス版では三田村の口から「織田信長」の名前は石庭竹秀により勝手に贈られたと語られた。（おそらくは生き残りの自衛隊員が御伽衆として『本来の歴史に出ていた織田信長という人物』を誰かに話しており、これが影響したと思われる。）
島田和秀
陸上自衛隊3等陸曹。APC（60式装甲車）の車長。豪放磊落な性格で、ヘリから降りた清水1曹の「上空から見るとまるでちゃんばらの世界」という報告にも「刀槍と近代火器では勝負にならない」「何時代か知らないがここの奴ら気の毒だ」と高笑いしていた。
学校で習った知識から、『この時代の民衆が戦争続きで困っており、日本を誰かが一つにまとめてくれなければ困る時代』だと説き、『これも運命だと思って戦おう。昭和の日本を守るのもこの時代の日本を守るのも同じ事だ』と提案する。パートナーの丸岡1士曰く「怖いもの知らず」。女性には意外と手が早く、トラック内に女性を連れ込んで情事にふけった時には、「400年も前にこれをやってる俺はカーセックスの元祖か」とうそぶくが、外から一部始終を見ていた丸岡にからかわれ、あわてていた。
燃料切れになるAPCは、琵琶湖に自沈させた。
後に柴田勝家となり、「続」にて「賤ヶ岳の戦い」で「秀吉」に敗れ、戦死した事が語られた。死後、彼の一族は秀吉の命によりことごとく誅殺されたが、唯一、息子の和家だけが大谷吉継により助け出される。映画版にも「島田」という隊員が登場するが設定は異なる。
木村
陸上自衛隊陸士長。前述の「トルコ」から「ソープ」への改変は彼の回想シーン。風呂に入っている時に女性に「背中を流しましょうか？」と声をかけられて風俗を思い出して期待するが、実際は老婆だった事でがっかりする。「妙蓮寺の変」で、戦国自衛隊の呼称を口にする。映画版にも同名の隊員が登場するが階級は3等陸曹で設定が異なる。
平井
陸上自衛隊陸士長。「妙蓮寺の変」での死亡時の年齢は25歳。結婚を約束して妊娠させた女性がいるが、子が無事に産まれたかは語られず「続」にも登場しない。映画版にも同名の隊員が登場するが、階級は1等陸士で装甲車の運転士であり設定が異なる。
島田、木村、平井の三名は伊庭と死亡した清水を除いて最も階級が上のため、伊庭の副官的な立場だった。
清水
陸上自衛隊1等陸曹。ヘリコプターのパイロットであるが、武田の間者にエンジンに工作され、燃料と弾薬の空輸中にエンジン不調を起こして墜落し、ヘリコプターごと爆発して死亡する。
丸岡
陸上自衛隊1等陸士。体が小さく少年のような風貌。APCの操縦者であり、車長の島田と名（迷）コンビを組む。映画版にも同名の隊員が登場する。
県（あがた）
陸上自衛隊1等陸士。歴史に大きく介入すれば、時は自分達を帰還させるかもしれないと提案する。映画版にも同名の隊員が登場。
加納
陸上自衛隊1等陸士。武器科隊員。近代兵器が残り少なくなったことから、現代知識を基にオリジナルの大砲を完成させ、自分の名とカノン砲の名称から「カノウ砲」と名付ける。
三田村
海上自衛隊3等海曹。当初はタイムスリップという現実を受け入れられず、また海自隊員という事から陸自の伊庭の制止を振り切ってタイムスリップ前に受けた命令通りに海に出て行ったが、全く様子の違う風景にようやく現実を理解して慌てて戻り、以降は伊庭の指揮下に入る。
竹秀による過酷な元自衛隊員狩りの中、全国を放浪しつつ逃げ回り、作中の自衛隊員の中では唯一『続』の時代まで生き残り、最終的には島原の乱を指揮することになる。下の名前は本作では明かされず、「続」で「敏八（としや）」という名が付けられた（ノベルス版では「正信」）。
本来の歴史による秀吉の中国大返しは、この世界では「妙蓮寺の変」にて伊庭たちが戦死した事を知った竹秀たちが京へと引き返す際、『乗船した船を海自の哨戒艇が残り少ない燃料全てを使い牽引し、戦力を温存したまま通常よりもはるかに早く戦場に到着した』事が勝利の理由であることが「続」で三田村から明かされている。
池田
陸上自衛隊2等陸士。ホームシックにかかり、自分たちがタイムスリップした状況を再現すれば「現代」へ帰れると考え、火薬に火をつけて大爆発を起こそうとしたが竹吉（後述）に止められた。
長尾景虎
後の上杉謙信。本来の歴史における長尾景虎と同じだが、史実で家督を継ぐ山内上杉家とはむしろ敵対関係にある。
小泉越後守行長
越後の支配者。無能どころか戦では役に立たない占いの結果を押し付けてむざむざ勝機を逃すなど景虎の足を引っ張る有様で、クーデターにより殺される。
直江文吾
元々は小泉越後守に仕えていたが、後に伊庭に仕え、最終的には三河文康（原作では三河文吾文康）を名乗る。後に徳川家康となり、『続』にも登場する。
「外伝」でのウィリアム・アダムス大尉との会話で、「戦車（いくさぐるま）」や「みさいる」等の兵器を用いて敵を殲滅していった「とき衆」の思い出を語っている。
石庭竹秀
元は竹吉という名の行商人。「越後の神兵」の噂を聞いて家来になるために自衛隊の戦いの場にやってきて伊庭のピンチを救い、頭角を現していく。苗字の「石庭」は伊庭からもらった。後の豊臣秀吉で、『続』では本作ラストの「妙蓮寺の変」以降の顛末が語られるが故人であり、彼の死をきっかけに家康が台頭し関ヶ原の戦いのきっかけとなる。
庭長秀
元の名は「栗林孫市」といって景虎の配下だったが、序盤の時点から景虎を介さずに伊庭の指示で動くようになり、「時の神」の社や、安土城の建設に携わる。本来の歴史における「丹羽長秀」に相当する。竹秀同様苗字の「庭」は、伊庭からもらったもの。
細川藤孝
山城国・勝竜寺城城主。伊庭とは面識が無かったが、元の歴史の知識から伊庭が朝廷との橋渡し役として指名、依頼されて尽力し、長尾景虎に関東管領の職を拝領させる。伊庭の先見の明と、戦国乱世を収束へ導く手腕に敬意を抱いていたが、後に伊庭を危険視する公家の秘かな圧力に抗しきれず、妙蓮寺にて謀反を起こし、伊庭たちを殺害してしまう。本来の歴史における明智光秀に相当する。
「続」において、三田村の証言から伊庭の弔い合戦で石庭竹秀により討たれた事が語られた。なお、関ヶ原では本来の歴史における藤孝の子である細川忠興が参陣しているが、本作の藤孝との血縁関係については言及されていない。

#### 登場兵器・武器（田辺版）
- 11.4mm拳銃
- 64式7.62mm小銃
- 62式7.62mm機関銃
- M1919A4機関銃
- 12.7mm重機関銃M2
- 60mm迫撃砲M2
- 89mmロケット発射筒 M20改4型
- 60式106mm無反動砲
- 64式対戦車誘導弾
- M26破片手りゅう弾
- 60式装甲車
- 三菱・ジープ
- GMC 2トン半トラック
- 川崎重工KV-107II バートル大型輸送ヘリコプター
- 19号型哨戒艇

この他にも、冒頭の演習シーンで61式戦車、F-4EJ、あきづき型護衛艦 (初代)が登場する。

### 続・戦国自衛隊
『続・戦国自衛隊』（ぞく・せんごくじえいたい）は、田辺節雄によって描かれた『戦国自衛隊』の続編である。ストーリーはオリジナルで（半村良は原案としてクレジットされる）、現代（21世紀）の自衛隊が関ヶ原の戦いに再びタイムスリップするという内容である。2000年から書き下ろしで世界文化社から発表された。2008年時点で累計179万部を売り上げている。自衛隊が豊臣方、アメリカ海兵隊が徳川方に参加しているという形態を取っている。作中では現代も過去も二十数年が経過している上、前作の三田村3曹本人や、島田3曹の遺児も登場し、タイムスリップした武器および兵器の性能がかつてより上がっている分、さらに過酷な戦いが展開される。
単行本全8巻（廉価版全10巻）+外伝で、1、2巻は関ヶ原の戦い、3巻から7巻は大坂の陣を舞台として、自衛隊が豊臣方、米軍が徳川方に加勢して戦いを繰り広げる。最終第8巻は時代が一気に十五年以上流れ、島原の乱を舞台として、生き残った自衛隊員が一揆側に加勢して最終的に玉砕するまでが描かれる。映画『戦国自衛隊1549』の公開に合わせる形で、アリババコミックスから廉価版をまとめた「関ヶ原死闘編」「大坂城攻防編1」「大坂城攻防編2」の3巻も発売された。
さらに2008年に入り、同じく世界文化社のセブン文庫より新規原稿を追加した「完全版」が発売された。この加筆により、『続・戦国自衛隊』では初めて自衛官の登場人物より「戦国自衛隊」の台詞が発せられた。2012年には、前述の「関ヶ原死闘編」に「関ヶ原外伝」の原稿の一部を加えて再編集した「スペシャルエディション 上」「スペシャルエディション 下」が、コンビニコミックとして販売された。
本作は、初刊単行本が続刊継続中であるにもかかわらず、新規ページの追加やコマの配置変更、台詞の変更などが施されたコンビニコミック版が発売されるという特殊な形をとった。追加されたのは主に本編に影響のない戦闘シーンや、後の展開の伏線、宮本武蔵がアメリカ海兵隊との戦闘中に二刀流を編み出すというエピソードなどである。結果として、ページ数はSEBUNコミックス版よりも大幅に増加した。冒頭のシーンや、隊員たちがMREを食べているときのシーンなど、執筆当時の世相を反映してエピソードが追加された。1巻の発売から関ヶ原外伝発売まで約8年という長期に及んだため、作中に登場する兵器や武器・装備等にも影響が見られる。
漫画原作者の宇治谷順によってノベライズされており、同じ世界文化社から新書版で『続 戦国自衛隊』全6巻が出版されている。冒頭は劇画版に準じているものの、劇画版に登場しない人物も多く、劇画版に登場した人物であっても設定が異なる例が見られる。関ヶ原の戦い以降の展開は全く異なり、結末もオリジナルとなった。

#### ストーリー（続）
以下の各編の名称は便宜上のもので、正式なタイトルではない。
関ヶ原編
200X年、朝鮮人民軍は38度線を越え、突如南進を開始した。これを受け、アメリカはただちに日本海へ艦隊を派遣し、日本も有事立法を成立させていたことからアメリカ軍との共同作戦を行うべく、護衛艦隊および陸上自衛隊の部隊・装備を満載した「おおすみ」を舞鶴沖へと派遣する。
6月20日早朝、北朝鮮は突如として弾道ミサイルを発射する。これはNORADのレーダーによってすぐさま感知され、その情報は日本政府や日米艦隊へと送られる。日米艦隊は日本本土へ発射されたと見られる弾道ミサイルを迎撃するが、迎撃成功と見られた矢先、強烈な光と共に時震が発生し、「おおすみ」は時の彼方へ飛ばされてしまう。そして、乗船していた島和武2等陸尉らが流れ着いたのは1600年（慶長5年）、関ヶ原の戦いの前夜だった。
初遭遇時には多少の交戦はあったものの、自衛隊は敦賀を治める大名大谷吉継の庇護を受け、前回現れた「とき衆」のその後を踏まえて「御伽衆」と呼ばれることになる。彼らは島二尉を中心として歴史に介入し、関ヶ原の戦いにおいて西軍を勝利に導こうと奮戦する。吉継の盟友石田三成に気に入られた島は、三成の口添えで朝廷から「左近」の官職を贈られる。歴史好きの有利海士長は「島左近」の名に関ヶ原で戦死した実在の人物を連想し、不安を口にする。島も当然「島左近」の事も、その末路も知っており、歴史がそういう役割を負わせる為に自分たちをこの世界に送り込んだという推測を口にするが、同時に「それは人選の誤りで、俺たちは決して誰かの思惑通りに死んだりしない」と隊員たちを鼓舞する。果たして自衛隊は、その圧倒的な火力で東軍を蹂躙し、ついにはUH-60JAが上空から家康本陣を捉えるところまできた。ここで家康を爆殺して戦いは終結するはずだったが、突如どこからか発射されたスティンガーミサイルにより、ヘリは撃墜される。唖然とする自衛官らの前に現れたのは、この時代には自分たち以外に存在しないはずの近代兵器、それも最強の攻撃ヘリコプター、AH-64Dロングボウアパッチの編隊だった。島はすぐに、そのカラーリングから、自衛隊機ではなく米軍機である事に気付く。タイムスリップしていたのは、自衛隊だけではなかった。東軍には、同じくタイムスリップしていたアメリカ海兵隊がついていた。予想外の米軍の攻撃で一気に壊滅状態となる自衛隊と西軍。一時は無線を使い、米軍と停戦の交渉を試みる島だったが、米軍指揮官「ウイリアム・アダムス大尉」との通信で、彼らの真の目的が日本征服にあることを知った島は激昂し、「俺たちは日本人だ。貴様らがその考えなら最後の一人になろうとも抵抗する！」と宣言する。戦いの中、島をはじめとする自衛隊は、兵器の圧倒的な性能差というハンデを戦術で補い、アパッチをはじめとする米軍の兵器を一機一機撃墜していく。結局、史実通り西軍は敗れるが、自衛隊は開戦前に意気投合していた島津軍の誘いを受け、共に戦場を離脱することに成功する。
大坂編
関ヶ原から2年後、史実より遥かに早く大坂の陣の開戦が濃厚となり、隠遁していた自衛官たちは再び集結する。援助を受けていた豪商、新納旅庵の依頼もあり、彼らは豊臣家に味方することとなる。表立った協力は出来ないものの、島津からは武器の提供を受け、また自前で「地雷」、黒色火薬を用いた「ランチャー」、有効射程250mの「クロスボウ」等を開発した。しかし、近代銃器に用いる「5・56ミリ弾」は、試作してみたものの鉄ではどうしても薬莢が作れず断念。関ヶ原前に隠しておいて、結局使わずに残してあった銃などの武器があったとはいえ、兵器の不足は如何ともし難く、淀君や豊臣秀頼から与えられた兵士たちの訓練、拝領した大量の黄金を用いての砦（通称・さくら丸）の建設の合間に、岡崎にあると判明した伴天連軍（米軍）の基地に夜襲をかけ、大量の兵器、弾薬を奪うことに成功する。同じく強奪したヘリコプター（スーパースタリオン）で大坂に帰還し、直後の騒動が原因で、前回タイムスリップした自衛隊員、三田村敏八（としや）三等海曹が島たち「現代」の自衛隊と邂逅した。三田村の口から、前回の自衛隊員の末路とその後が語られ、また、この時代、世界のあらましを知っている三田村の加入を島たちも歓迎する。親子ほども歳が離れた大先輩にあたる三田村だったが、彼自身は自分はあくまで三曹だからと、上の階級の隊員には年齢を気にせず三田村と呼んで欲しいと伝えるが、隊員たちもさすがに呼び捨ては出来ず、「（三田村の）とっつぁん」「とったん」「お父さん」などの思い思いの呼び方をする事になる。一方、米軍のアダムス大尉は、総指揮官ワドル大佐のいる、越前沖に停泊していた強襲揚陸艦「エセックス」に呼び戻され詰問されるが、話し合いの中隙を付いてワドル以下幹部たちを射殺、米軍全てをその支配化に置く事に成功した。自衛隊の方はスーパースタリオン内に置かれていた米軍の糧食「MRE」を発見し、レトルトとはいえ久々の「洋食」に舌鼓を打つ。また同席していた三田村は、有利海士長から90年代以降におけるPKOなどの海外派遣の内容を教えられ、昭和に比べて自衛隊の活動内容が大幅に進歩した事を喜ぶ。なおその夜は久々の高カロリーの現代食を食べた影響で腹を下し、厠に駆け込む隊員が続出した。翌朝、ついに徳川軍の攻撃が始まるが、自衛隊や後藤又兵衛ら浪人衆にとって頭痛の種は淀君と秀頼の存在だった。秀頼自身は決して暗愚ではないが母には逆らえず、淀君は豊臣から徳川に時代が変わっている事を理解できず、何かきっかけがあれば豊臣恩顧の大名はすぐに自分たちに味方してくれるものと信じこんでおり、大野修理と共に無理難題を押し付けてくる。軍議の席で大野に、ヘリによる爆撃を依頼された島は現在の状況を説明して、今「鉄の鳥」を飛ばすのは得策ではないと断るが、そこに淀君が介入して強制的に爆撃をさせられる事になる。戻ってきた島にそれを聞いた自衛隊員たちは呆れ返り、望月3尉は「俺たちが無限の力を持ってるとでも思ってるんだろうよ」と皮肉り、大賀剛一1曹は「こんな時代を読めない命令を出すようじゃ、残念だが豊臣は歴史通りに負ける！」と毒づく。爆撃は成功し、大坂城天守からその様子を眺める淀殿は有頂天となるが、実際は、500mは飛ぶ「抱え大筒」がヘリを掠めるなど、見た目ほどの楽勝ではなく、また隊員の一部は「スーパースタリオン」の剥げかけたペイントから「エセックス」の存在を感じ取り、不安を覚える。その不安はほどなく的中した。耳を劈くような爆音を上げて、戦闘機「ハリアー」が襲来、大坂城の天守閣に威嚇射撃を射掛けた。パイロットはこのまま攻撃を続行して戦争自体を終わらせる事を宣言したが、大坂城内に蓄えられている大量の黄金を狙うアダムスはそれを城ごと吹き飛ばされてはかなわないと帰還を命じる。その頃エセックス内部では、アダムスの方針に異論を唱えた神父をはじめとする一部の兵たちが拘束されるなど、米軍も決して一枚岩ではなくなっていた。大坂城では淀君、秀頼、大野らがハリアーの圧倒的なスピードや攻撃力を見て呆然としており、秀頼はハリアーを「鉄の怪鳥」と呼び、「あれにはかなわないのではないか？」と不安を口にする。自衛隊では大賀1曹が、「どうせ歴史では豊臣が負けるんだから大野に教えてやればいい」と言い出すが、それは三田村3曹により制止され、かつての自衛隊員の末路が語られる（「#世界観）参照）。翌朝、ヘリの点検をしていたパイロットの森村は大阪湾に現れたエセックスと徳川軍の通信を傍受した。エセックス到着の知らせはさくら丸全体に伝わり、一帯は緊張感に包まれる。島以下数名はすぐに大阪城天守に上ってエセックスの姿を確認。騒ぎを聞いて駆けつけた大野修理にも双眼鏡を渡してエセックスを確認させる。その巨大さにうろたえる大野に、島は兵たちの動揺を抑える事を指示し、「伴天連軍」関連の事は自分たちに任せて欲しいと依頼する。更に翌朝、ヘリのローター音で島たちは目を覚ます。米軍の攻撃かと外に出る彼らの前にはヘリに単身乗り込み飛び立とうとする森村の姿があった。隊員唯一の既婚者だった森村は、「未来の妻子のために死ぬ」覚悟で特攻を仕掛けた。エセックスに向かって飛び立つヘリに向けて、島たちは全員敬礼で見送る。エセックス目掛けて突っ込むヘリだったが、艦砲射撃でエセックスに届く前に墜落してしまった。一方エセックス内部では米軍と徳川軍の交渉が続いていたが、徳川の使者のいない席では、豊臣と徳川の見分けが付きにくいためピンポイントで豊臣を攻撃するのは難しいという兵に対して、アダムスは無差別攻撃でいいと伝え、日本征服の野心をはっきりと口にする。偶然それを盗み聞いてしまった使者の一人は慌てて引き揚げようとするが、聞かれた事を知った米兵によってほぼ全員が射殺され、一人の忍者だけが行方不明となる。米軍の野望を知らない徳川軍はエセックス到着に気を良くして遂に総攻撃を仕掛ける。米軍も表向きは徳川の味方であるため基本は自衛隊のいる「さくら丸」に向けて攻撃を仕掛け、一帯は一大激戦区となる。スティンガーミサイルでヘリを撃墜するなど自衛隊も奮闘するものの、武器の不足は如何ともし難く、大賀1曹は思わず「武器が欲しい」と呟く。自衛隊が困っているのを感じた、かつての「島田3曹」の遺児、島田和家は米軍の武器を奪って自衛隊に届けるために、誰にも言わず自分の配下のわずかな兵だけを連れて「さくら丸」を出て行った。一方島も、このままでは勝機がないため、起死回生の策としてエセックス爆破を計画、それを聞いた大賀1曹や三好2曹も「エセックスさえなくなれば、ハリアーもヘリも帰るところがなくなる」と賛成。精鋭を選んでの潜入隊が組織された。その後、一人自室で戦略を練っている島のもとに女性自衛官・海野友江2曹が訪ねてくる。既に恋人同然の関係となっていた二人だったが、島が死を覚悟してエセックス潜入作戦を立案したのを感じた海野は、もう生きて会えないかもしれない事から「抱いてください」と島に告げる。島もそんな彼女の気持ちを汲み、二人は男女の契りを結ぶ。同じ頃、大阪城の一室では淀君と大野が密通していた。エセックス撃破計画の手始めに、まずはその下準備もあり、忍者飛助と、くのいち桐が米軍への食料運搬船に隠れてエセックス内部に忍び込み、船内の調査を始めた。アダムスの方はいよいよ「国取り」に動き出し、小型無人偵察機RQ-2（パイオニア）を使って家康のいる本陣に正確な砲撃を打ち込む。しかし徳川にとって米軍は味方のため、大坂方の砲撃と思い込んだ家康は、側近の僧、天海にアダムスへの攻撃依頼を早急にするよう命じる。しかしその後も米軍の徳川陣への砲撃は続き、結果的に自衛隊は一息吐く事ができた。隊員の多くは誤射だと思っていたが、島はその着弾の正確さから狙って砲撃している事を見破る。やがて攻撃はさくら丸にも及び、パイオニアの偵察による砲撃だと分かったところで撃墜に成功。しかしさくら丸の損傷は激しく、いよいよ放棄する時がきたと思われた。その時、秀頼が出陣したとの伝令が伝わる。淀君は大坂の陣が始まって以来、秀頼の出陣を許さなかったが、不利な戦闘の状況を見てきた秀頼は母の制止を振り切って出陣した。秀頼の出陣を知った徳川方には動揺が広がった。特に豊臣恩顧の大名たちは自軍の兵たちに、決して攻撃しないよう命じる者もあった。その時、島のもとに島田和家の配下の武将が満身創痍でたどり着き、和家が徳川兵に成りすまし、米軍の武器を盗んで島たちに届けようとしながら伊達の兵に見破られ、奮闘むなしく討ち死にしたと報告した。和家の死に、島たちは悲しみに包まれるが、その死にざまを称え、「さすが、元自衛官、島田3曹の息子だ」と賛辞を贈る。そして、遂に決行の時がきた。自衛隊は島たちエセックス潜入班と、望月3尉を隊長とする陸上の総攻撃班に別れての行動となった。激しい交戦の中、二機あるハリアーのうち一機を撃墜する事に成功する。その間に福島正則との共同作戦で、福島水軍がエセックスを攻撃している隙を突いて島たちは潜入に成功した。そして飛助の手引きで火薬庫に向かい、爆薬をセット。爆弾エキスパートの福原士長が4分後にセットするので先に逃げて下さいという指示に従って島たちは一足先に脱出する。だがそれは時限装置が無いから自分が残らなければ爆発させられないため皆に気を使わせないために福原が吐いた嘘だった。皆が脱出した時間を見計らって爆破スイッチを入れる福原。遂にエセックスは爆破された。炎に包まれるエセックスを見て、上陸していたアダムスも驚愕する。しかし、爆破には成功したものの、既に陸揚げしている武器だけでも日本征服は可能なため、まだ島は油断していなかった。そして上陸した島たちの前には徳川方である伊達政宗の軍が。爆発の衝撃でエセックス侵入班の生き残りは散り散りになり、島と一緒に行動しているのは大賀一曹と桐のみ。だが、かなわぬながらも臨戦態勢を取る島たちに向かって、敵のはずの政宗はエセックス爆破が島らの手によるものと確認するや「手柄じゃ！」と賛辞を贈る。訳が分からぬまま伊達軍と行動を共にする島たち。翌朝、伊達の本陣にて政宗から、米軍の日本征服の目的が明らかになった事で豊臣と徳川が一時的に手を結んだのだと知らされ、このまま伊達と共に戦う事を打診される。協力しようにも自分たちにはもはや銃の一つもないと島が答えかけた時、伊達の配下、「黒脛巾組」の井澤豊一郎により武器保管場所に案内される。和家が命がけで島たちに託そうとした近代兵器が遂に渡った瞬間だった。伊達の兵を新たに近代兵器を扱えるように訓練する時間も余分な弾丸もないため、島は桐を「さくら丸」に行かせてくれるよう依頼、了承された。伊達軍には島たちとは別ルートで飛助も保護されており、彼らは合流。そこで飛助の脱出の顛末も語られ、潜入時に出会っていた神父を助けたという。大賀は飛助に、お前は切支丹だったのか？と問うが、飛助は否定したうえで、自分にも分からないが気になって助けずにはいられなかったと答える。その頃米軍キャンプではアダムスが部下たちに作戦を告げており、自分たちの城のようなものであったエセックスを失った以上、拠点となる城が必要だと、大坂城をほぼ無傷で取ると宣言していた。そのために、徳川を裏切り協力を申し出てきた伊賀忍者・服部半蔵を使う事にした。しかし米軍の前線部隊には徳川・豊臣連合軍から二時間おきに攻撃と撤退が繰り返されており、休む間もない状況で兵士たちの士気も下がってきていた。それでも徳川陣に戻った半蔵の無線による指示で米軍は的確に砲撃を繰り返し、連合軍には逃げ出す兵士もいたが、その半蔵も見回りに来た柳生宗矩に米軍との内通を知られて切り捨てられた。決戦前夜、「伴天連兵の首一つに大判十枚！」「一首五百石！」などと褒賞を示して兵の士気を上げる各大将たちを目の前にして、有利海士長は「我々は本当に歴史を修正するためにこの時代に送り込まれたのか？ だがあんな褒賞を約束されたなら歴史に残らないはずがないのに我々の時代には全く伝わってなかった！ ここは歴史からなくなるんだ！」と取り乱すが、島は「終わらない！ 歴史は続く！ 俺たちの存在が無となる事はない。俺たち自身が歴史を作るんだ！ 俺たちは勝つ！」と諭し、有利が落ち着いた後で改めて言う。「いや、勝つのは俺たちではないかもしれん。たぶん『勝つ』のはこの時代の人々だ。俺たちはいったい何か。どこから来たのか…しかしこれだけは確かだ！ 全力を尽くさずに未来は切り開けない!!」翌日朝、米軍は大坂城へ侵攻を開始した。パイオニアを失った米軍は上空からのヘリの監視に従って機銃掃射や迫撃砲で連合軍を砲撃。海上では大砲を装備した福島水軍と米軍のLCACが交戦していた。また陸上では、関ヶ原では武功を上げられなかった宮本武蔵（たけぞう）が、今度こそ武功を挙げて侍大将にならんとの野望を持って臨戦していた。戦況はいよいよ激しくなってきた。連合軍の人海戦術とゲリラ戦法、自衛隊の近代銃器の前に米軍は次第に追い詰められて行く。大坂城の堀から侵入し、階段を上る装甲車は上から大量の油を流された事で滑って堀に転覆したところを三田村の指示で火炎弾を落とされて炎上した。その戦いの中、自衛隊員も一人また一人と命を散らして行く。米軍でも遂に弾切れになった兵士たちの悲鳴が聞こえてくる。島も銃撃しながらそんな米兵たちに心の中で詫びていた。詫びたうえで、我々も米軍も、この世界にいてはならない存在なのだと語りかけていた。そして残っていたハリアーも自衛隊の作戦によって撃墜され、パイロットが脱出して無人となったハリアーはそのまま大坂城天守閣に突っ込み、淀君や大野修理が犠牲となった。秀頼は穴山3曹や飛助と共に行動していたため難を逃れており、彼らはそのまま城を捨てて秀頼を逃がすために地下の抜け道を通って脱出に入った。だがその途中、「土蜘蛛」と呼ばれる殺人鬼が一行を襲う。共に行軍していた海野二曹や秀頼を守るため、穴山は「土蜘蛛」にしがみつき、自分ごと撃って殺すよう海野に叫ぶ。土蜘蛛が持っていた刃物で穴山が滅多刺しにされるのを見た海野も泣きながら拳銃を撃ちまくり、穴山ごと「土蜘蛛」を射殺した。激戦の中アダムスを見つけた島はついに最終決戦を挑む。共に銃がない中、刃物と格闘術だけで一進一退の攻防を続ける島とアダムス。同じ頃、大賀1曹は混戦の中行方不明となり、望月3尉は米軍が苦し紛れに撃ったグレネード弾を額に受け（近すぎたため信管は作動しなかった）、有利海士長も「歴史の修正などできない。ここは我々の世界の過去ではない。新しい世界を創造するためのきっかけ、それが我々の役目なんだ」と悟りながら共に死んでいった。そしてお互いが満身創痍になり、最後の決着を付けようと島とアダムスが相手に突進したところで大きな爆発が両者を包んだ。爆発が収まった頃、既に米兵の首をいくつも取った宮本武蔵は、島とアダムスが戦っていた場所で、島のコンパスを見つけた。戦いが終わり、三田村、飛助、桐、海野の四人は堺の豪商、新納旅庵の山荘に身を寄せていた。米軍が壊滅した事で、大坂の残党と徳川が再び争う事態になっていたため、匿ってもらっていた。秀頼は彼らとは別ルートで薩摩兵と共に薩摩へと向かい、消息は不明となっていた。そして海野は気鬱の病にかかり、同時に島の子を身篭っており、このままこの地で出産し、慶長九年正月十日にその短い生涯を閉じた。それから三ヶ月。徳川の詮議が及んできた事でこの地を去る事になった桐、飛助、三田村、そして島と海野の子「時貞」は海野の墓前で別れを告げる。三田村は年老いた自分が足手まといになるのを良しとせず三人とは別の道を行くと告げ、縁があればまた会えようと涙する。別れ際、三田村は時貞を抱き、「父と母のように強くなれ」と言葉をかけた。時は容赦なく全てを奪い、またこの世に新しい生命を与えた。しかし、同時にこの無垢な赤子に新たな使命が与えられた事を知るものは、まだ誰もいなかった。　
島原編
寛永十五年、島原・原城に3万7千の農民が立てこもり、幕府や九州諸大名の連合軍12万と対峙した。島原の乱の始まりである。幕府軍の一員として養子の伊織と共に従軍していた宮本武蔵は、自身がこの戦で負った鉄砲傷の特徴から、一揆軍の中に御伽衆の存在を感じていた。事実、一揆軍を指揮するのは「益田甚兵衛」と名を変えた三田村、「芦塚忠右衛門」と名を変えた飛助、「渡辺伝兵衛」と名を変え、武蔵に傷を負わせた大賀の三人、そして島と海野の息子、「天草四郎」となった時貞であった。飛助と桐は、大坂の陣終結後、三田村と別れた後、その三田村の口利きで、彼がかつての秀吉との中国攻めの折、寄宿していた寺で世話になっていたが、居場所を突き止めた伊賀者の手により桐が一人でいるところを襲撃され惨殺されてしまった。桐は病を患っていたうえ飛助の子を宿していたため満足に抵抗出来なかった。駆けつけた三田村と飛助、幼い時貞の三人は長崎へ逃れ、四郎（時貞）はそこでキリスト教に出会い、傾倒していった。長崎に滞在するうちに三人は、薩摩の船問屋に世話になっている壮年となった大賀剛一と再会する。大賀は薩摩藩の軍事顧問になっており、四郎に銃の扱い方を教えた。同時に大賀が得意とするマジックや気象予報等も覚え、それらを披露するうちに「神童」のような扱いを受けるようになっていった。ここで話は現在（島原の乱）に戻り、父代わりである飛助は四郎に迷いがあるのを見抜く。兵糧が底をついてきた事もあり、ここで降伏すれば一揆に参加した民衆の命は助かるのではないかと四郎は考えた。飛助は「数々の奇跡は全てタネがあったもので、実は奇跡でも何でもなかったと教えてやれば、お前（四郎）を殺して降伏するかもしれん」と言ったところ、四郎は笑みを浮かべ、「人々が助かるならばそれも良い」と返した。そんな四郎に飛助は、幕府が本気で約束を守るわけがないと切り捨て、お前には皆をこの地へ導いた責任があると言い聞かせる。四郎が一揆を起こしたのは藩の圧制と切支丹弾圧を正すためだった。世話になった村人や幼馴染の少女美加を助けるため、数々の奇跡（実際は全て大賀に教わったトリックや「現代」の知識）を民衆に見せる事で人心を掌握し、扇動して代官所を集団で襲い、乱が始まった。飛助から話を聞いた三田村と大賀はそれが「島原の乱」だと感じ取り、四郎の一揆軍に加入した。それまでのいきさつを回想しながら、二人は、自分たちは「天草四郎時貞」を作り上げるためだけにこの地に集められた気がすると語り合った。「島原の乱」を起こした事で、三田村は「時が自分たちに歴史を修正させた」と漏らすが、大賀はかつての大坂の陣の終盤で、有利士長が遺した言葉から、「ここは全く別の世界で、自分たちが新しい歴史を作っているのだ」と、それを否定した。大賀は有利が致命傷を負ったすぐ側で戦っており、その死を看取ってからやはり戦死した米兵のリュック（弾薬入り）を持って戦場から脱出していた。その時持ち出した銃、弾薬、手榴弾等は油紙や蝋を用いて密封する事で15年以上保存していたがそれも底を尽きかけ、大賀は「これらを全て撃ち尽くした時、俺の歴史は終わる。」と覚悟を決めていた。一方四郎は美加と共に日の入りを眺め、玉砕が近い事を感じながら「300年後には徳川の天下は既に薩摩と長州が奪っている。」という、大賀や三田村から聞いた話を美加に聞かせていた。島と海野の子とはいえこの時代の人間である四郎には信じがたい事ではあった。飢えに苦しむ一揆軍のために、飛助の率いる一隊は幕府軍の一部の陣を襲撃して兵糧を奪ったものの、その量は一揆軍の飢えを回復させるには至らず、三田村はいよいよ限界の時が来た事を悟る。そこへ幕府軍からの使いとして、元伴天連だという、ハリスという異人がやって来た。飛助はその男がかつて「エセックス」爆破の際に逃がしてやった神父だと気付く。飛助の旧知という事で四郎もハリスを信じ、城から出たい者は出すという事で停戦にひとまず合意するが、その交渉はハリスも知らないところで練られていた「知恵伊豆」松平伊豆守の作戦だった。ハリスは慌てて停戦の合意が得られたのだから攻撃をやめるように幕府側に呼びかけるが、幕府軍は構わずハリスをも銃殺、それをきっかけに総攻撃が始まった。結局この戦闘で幕府軍は三の丸、二の丸を制圧し、女子供の別なく半数以上の一揆兵を虐殺した。その夜、四郎は翌日の決戦のため民衆を鼓舞し、その姿を見た大賀は「やはり親父(島)に似てる。」と言った後「育ての親に失礼だったか？」と飛助に聞いたが、飛助は「ここまで育ってくれて、友江殿にも島殿にも胸が張れる。」と否定した。四郎は決戦の時に側にいると言う美加に、敵の刃から守れなくなった事を詫び、共にハライソで会おうと語りかけた。一方三田村は飛助に「長きに渡り世話になった。」と礼を言い、大賀には「大賀1曹」と声を掛けて敬礼した。大賀の方もその呼び方を懐かしがり、無帽に敬礼はいらんと言いながらも、自分も「三田村海曹」と呼んで敬礼を返した。翌朝、元自衛官含む一揆軍は全員で総攻撃をかけ、玉砕した。一揆勢は命乞いもせず、むしろ喜んで殺されていったという。時は流れ寛永二十年、肥後の国、金峰山の麓、霊厳洞では、晩年に差し掛かった宮本武蔵が「五輪の書」を書き終えていた。そこには「地・水・火・風・空」の各巻の後に、史実にはない「時の巻」が加えられていた。書き終えながら武蔵は「御伽衆」の事を思い出して、あの者たちは一体何者であったのか？と考えながら洞窟の外を眺めていた。その間に、後の台に置いていた島の形見のコンパスが、武蔵の気付かぬうちに発生した小さな時空の歪みに吸い込まれ、消えて行った。

#### タイムスリップ
前作同様にタイムスリップの理由が、元の世界とは違う方向に歴史が進んでいく別世界を、元の世界に類似する方向へ転換していく「歴史の修正」となっている。前作ではタイムスリップした自衛隊を率いる伊庭義明三尉が織田信長の役割を演じることとなったが、続編では関ヶ原における島左近・大坂の陣における真田幸村の役を演じることとなる。だが、アメリカ軍の介入によって元の世界との歴史の乖離が激しくなり、自衛隊員の一人、有利海士長は終盤に戦死する際「歴史の修正なんかできない。新しい世界を創造するための起爆剤（きっかけ）」ではないかとの台詞を口にする。しかし、自衛隊員の生き残りとその息子が島原の乱に介入し、天草四郎や史実における島原の乱の「首謀者」を演じる事で、再び「歴史の修正」へと動き出して物語は終幕する。
タイムスリップ発生日は西暦200X年（文庫版等では20XX年）6月20日、日本海舞鶴沖。海上自衛隊の輸送艦「おおすみ」、及びアメリカ海軍の強襲揚陸艦「エセックス」が1600年へ飛ばされるが、「エセックス」は「おおすみ」より1週間早い時間軸へ流れ着いていた。作中、「エセックス」に乗り込んでいたアメリカ海兵隊がアメリカ陸軍が採用しているAH-64Dを使用することになるが、当初はフィクション作品としての演出（コンビニコミック版）とされていた。後の外伝では、陸軍の装備を特別に海軍が輸送中にタイムスリップし、海兵隊が使用することになったと描かれている。また、セブンコミックス版刊行当時は、AH-64Dは自衛隊に導入されていなかったが、後年の完全版などの発売当時になると自衛隊にも導入済みだったため、カラーリングの違いから米軍機だと判断する台詞が追加された。
タイムスリップに伴い、「おおすみ」は機関室に亀裂が生じて浸水してブロック閉鎖を行ったものの、後に沈没する。「エセックス」は右舷外板に4mの穴が開き、燃料タンクに亀裂が入るなどの損傷を受けるが、ダメージコントロールにより航行に影響はなかった。自衛隊側ではタイムスリップした隊員は陸自119名、海自43名だった。アメリカ軍側では明確な描写がないために不明だが、タイムスリップによる行方不明者は362名で、特に「エセックス」右舷に開いた穴のブロックにいた陸軍兵士のほとんどが行方不明とされる。両艦共に甲板を境とした上下で生存が分かれ、「おおすみ」は艦橋や甲板にいた隊員が行方不明となり、「エセックス」も甲板にいた兵士たち、コブラやシーホークの全機、さらにCH-46Eが3機消失したとされている。双方の艦の損傷については、タイムスリップに際して「エセックス」に「おおすみ」が右舷側から突っ込むように衝突したことが影響したような描写がある。
自衛隊側は原住民（サムライたち）との武力衝突まで、大部分の隊員がタイムスリップした事実に気づいていなかった。このため、襲撃直前に警戒態勢を敷いたものの、12名が死亡して11名の負傷者を出している。アメリカ軍側は即座にAV-8B ハリアー IIによる偵察により、当初から艦長以下主だった士官たちはタイムスリップした事実や情報を共有している。

#### 世界観
作中で、大賀剛一1等陸曹が「どうせ歴史じゃ豊臣が負けるんだから大野（修理）に教えてやればいい」と提案した際に、前回タイムスリップした自衛官の生き残り、三田村敏八3等海曹は「歴史を教えれば、我々は殺される」と止めた。彼の証言によると、前作ラストで描かれた通り、土岐衆（三田村の所属していた、前作でタイムスリップした自衛隊。ひらがなで「とき衆」と表記されることも多い）は天下統一を目前にして、妙蓮寺にて伊庭義明三等陸尉ら多くの隊員が細川藤孝によって討たれてしまう。石庭竹秀（豊臣秀吉）と共に中国路にいた三田村ら数名の自衛官は、自らの哨戒艇を用いて軍船を曳いて取って返す（史実の「中国大返し」にあたる）と、弔い合戦と称して細川藤孝を倒し、天下を統一する。
その後、生き残った自衛官が自分たちの知っている歴史を竹秀に教え、竹秀はその歴史に従って豊臣秀吉と改名し、他の大名たちに対してもその立ち位置と照らし合わせ、自衛官たちが知っていた新しい（というより元の世界の歴史における本来の）名前を名乗るよう命じた。しかし隊員の中に、秀吉の一族がいずれ家康に敗れると余計なことまで漏らした者がいた結果、その噂が広まるのを恐れた秀吉は「土岐衆狩り」を開始する。
土岐衆狩りによって生き残った自衛官は次々と討たれ、辛くも逃れた者たちは散り散りとなる。時代に根を下していた柴田勝家こと島田和秀三等陸曹は、息子の島田和家を残して賤ヶ岳の戦いで戦死し、三田村3曹は全国を逃げ回ることになる。和家は賤ヶ岳の戦いに従軍していた大谷吉継によって密かに匿われ、「柴田」の姓を憚り「島田」姓で育てることで難を逃れた。
土岐衆の与えた影響は大きく、その神通力とも言われた圧倒的な火力や機動力は、多くの大名たちの畏怖の対象となった。また、大坂の陣が終わり、米軍が壊滅すると、徳川政権は生き残った米兵を躍起になって抹殺し、戦車をはじめとする近代兵器の残骸を、海への投棄や、地中深く大量の塩と共に埋める、更に各大名にも「御伽衆」や「伴天連軍」の事を一切書いても話してもならぬと通達し、その存在を徹底的に歴史から抹消した。

#### 登場兵器・武器（続）
自衛隊
- 9mm拳銃
- 9mm機関けん銃
- ショットガン
- 64式7.62mm小銃
- 89式5.56mm小銃
- 5.56mm機関銃MINIMI
- 62式7.62mm機関銃
- 74式車載7.62mm機関銃
- 12.7mm重機関銃M2
- M61 バルカン
- M203 グレネードランチャー - 89式小銃に装着している
- 96式40mm自動てき弾銃
- 84mm無反動砲
- 110mm個人携帯対戦車弾
- 87式対戦車誘導弾
- 79式対舟艇対戦車誘導弾
- 91式携SAM
- 81mm迫撃砲L16
- 90式戦車
- 89式装甲戦闘車
- 96式装輪装甲車
- 82式指揮通信車
- 73式装甲車
- 高機動車
- 73式大型トラック改良型
- 73式中型トラック
- 73式小型トラック（新・旧）
- 偵察用オートバイ
- おおすみ型輸送艦「おおすみ」
- LCAC-1級エア・クッション型揚陸艇
- こんごう型護衛艦「こんごう」
- はたかぜ型護衛艦「しまかぜ」
- UH-60JA多用途ヘリコプター
- OH-1観測ヘリコプター

米軍
- M9
- コルト・ガバメント
- M16A2 / M4カービン
- M249軽機関銃
- M60E3多用途機関銃
- M240機関銃
- バレットM82（初期型）
- マクミランM87R
- ブローニングM2重機関銃
- M203 グレネードランチャー
- Mk19 自動擲弾銃
- カールグスタフ
- SMAW ロケットランチャー
- M47ドラゴン
- BGM-71 TOW対戦車ミサイル
- ロングボウ・ヘルファイア対戦車ミサイル
- FIM-92 スティンガー携帯地対空ミサイル
- クレイモア地雷
- 81mm迫撃砲M252
- 155mm榴弾砲M198
- M2/3ブラッドレー歩兵戦闘車
- M6ラインバッカー
- LAV-25歩兵戦闘車
- LAV-M(迫撃砲搭載車)
- AAV7水陸両用強襲車
- ハンヴィー高機動多用途車
- M939トラック
- タイコンデロガ級ミサイル巡洋艦
- キティホーク級航空母艦「キティホーク」
- ワスプ級強襲揚陸艦「エセックス」
- LCAC-1級エア・クッション型揚陸艇
- E-2C早期警戒機
- F-14艦上戦闘機
- F/A-18戦闘攻撃機
- AV-8B ハリアー II短距離離陸垂直着陸攻撃機
- AH-64D攻撃ヘリコプター
- AH-1W攻撃ヘリコプター
- UH-1Y汎用ヘリコプター
- CH-46大型輸送ヘリコプター
- CH-53E大型輸送ヘリコプター
- MV-22Bティルトローター機
- RQ-2無人航空機

### 書籍情報（田辺版）

#### 戦国自衛隊（田辺版）
SEBUNコミックス（世界文化社）
- ISBN 978-4-418-98513-5

コンビニコミック
- 上 ISBN 978-4-418-02112-3
- 下 ISBN 978-4-418-02113-0

コンビニコミック（ワイド版）
- ISBN 978-4-418-11151-0　2011年10月25日発行

#### 続・戦国自衛隊（田辺版）
※年月日は初版のもの。
SEBUNコミックス（世界文化社）
- 1巻 ISBN 4418005137 2000年8月25日
- 2巻 ISBN 4418005226 2000年11月10日
- 3巻 ISBN 441801506X 2001年4月20日
- 4巻 ISBN 4418015124 2001年8月10日
- 5巻 ISBN 4418015256 2001年11月30日
- 6巻 ISBN 4418025022
- 7巻 ISBN 4418025219 2003年2月20日
- 8巻 ISBN 4418055096 2005年8月10日
- 関ヶ原外伝 ISBN 4418065210 2006年10月15日

コンビニコミック（アリババコミックス）
- 1巻 ISBN 4418031219 2003年6月10日
- 2巻 ISBN 441803126X 2003年7月10日
- 3巻 ISBN 4418031367 2003年8月20日
- 4巻 ISBN 4418031413 2003年9月10日
- 5巻 ISBN 4418031502 2003年10月10日
- 6巻 ISBN 4418031529 2003年11月10日
- 7巻 ISBN 4418031650 2003年12月20日
- 8巻 ISBN 4418031685 2004年1月20日
- 9巻 ISBN 4418041028 2004年2月20日
- 10巻 ISBN 4418061436 2006年11月20日

ワイド版（アリババコミックス）
- 関ヶ原死闘編 ISBN 441805121X 2005年7月1日
- 大坂城攻防編(1) ISBN 4418051368 2005年11月10日
- 大坂城攻防編(2) ISBN 4418051511 2005年12月12日

スペシャルエディション（アリババコミックス）
- 上 ISBN 978-4-418-12153-3 2012年12月25日発行
- 下 ISBN 978-4-418-12154-0 2012年12月25日発行

完全版（セブン文庫版）
- 1巻 ISBN 441808505X 2008年3月25日
- 2巻 ISBN 4418085068 2008年3月25日
- 3巻 ISBN 4418085076 2008年3月25日
- 4巻 ISBN 4418085084 2008年5月25日
- 5巻 ISBN 4418085092 2008年5月25日
- 6巻 ISBN 4418085106 2008年5月25日
- 7巻 ISBN 4418085114 2008年5月25日
- 8巻 ISBN 4418085181 2008年7月25日
- 9巻 ISBN 441808519X 2008年7月25日
- 10巻 ISBN 4418085203 2008年7月25日
- 外伝 ISBN 4418085211 2008年7月25日

##### ノベライズ
- 続 戦国自衛隊 1 関ヶ原死闘編 ISBN 4418035087 2003年6月27日
- 続 戦国自衛隊 2 関ヶ原死闘編 ISBN 4418035141 2003年8月27日
- 続 戦国自衛隊 3 大坂城攻防編 ISBN 4418055118 2005年6月1日
- 続 戦国自衛隊 4 大坂城攻防編 ISBN 4418065288 2006年9月11日
- 続 戦国自衛隊 5 大坂城炎上編 ISBN 4418085165 2008年5月10日
- 続 戦国自衛隊 6 大坂城炎上編 ISBN 441808522X 2008年10月22日

## 森秀樹版
森秀樹の作画による『戦国自衛隊』は、リイド社の『コミック乱ツインズ 戦国武将列伝』で2014年2月号（2013年12月発売）から2016年8月号（休刊号、同年6月発売）まで連載されたのち、同社の『コミック乱増刊 鬼平犯科帳 総集編』へ移籍し、同年8月から2017年2月まで4号にわたって連載された。
主人公の伊庭義明など一部の登場人物の名前や、彼らが戦国時代へタイムスリップすることは原作と同じであるが、織田信長本人が登場するなど、完全なオリジナルストーリーとなっている。本作では、伊庭たちが現代への帰還の可能性に賭けて介入することにより、本来の歴史が意図的に改変されている。また、タイムスリップしたのは現代の自衛隊だけではなく、さらに大昔である白亜紀から恐竜ヴェロキラプトルも1頭タイムスリップし、自衛隊の戦いぶりに共感して参戦する。結末もオリジナルで、本作は序盤を除いてほとんどの隊員が（少なくとも作中で描かれた時点では）生存して終了するという、それまでの作品群とは大きく異なるものになっている。なお、作中で描かれた結末は1つであるが、終盤の伊庭のとある「決断」により、分岐したもう1つの結末が存在することが語られている。
自衛隊の元いた現代は21世紀とされており、10式戦車など執筆時点での最新兵器が登場する。

### ストーリー（森版）
東富士演習場にて演習中だった陸上自衛隊の大部隊は、突如起きた地震により大量の補給物資や近代兵器と共に、400年以上昔の戦国時代にタイムスリップしてしまう。食料にも限りがあり、生き残るために行動した自衛隊は、夜空を通る1582J1彗星から、自分たちが存在する正確な西暦と本能寺の変が近々起きることを知る。「織田信長の命を助ければ歴史は大きく狂い、その反動で現代に戻れるかも知れない」と考えた伊庭義明三等陸尉は、本能寺の変に介入することを決意し、彼の指揮で自衛隊は信長を救出する。しかし、明智光秀を自ら射殺した信長は、自衛隊の近代兵器の力を見抜くと地に埋まっていた他の兵器を次々と入手し、その驚くべき力によって世界制覇の野心を抱くや、その最大の障害となる自衛隊と戦いを繰り広げる。

### 備考（森版）
本作に登場する織田信長は、俳優チャールズ・ブロンソンに酷似した顔に描かれており、作中で信長が口癖の如く発する台詞は「う〜ん曼荼羅」と、1970年代のマンダムのテレビCM中でブロンソンが発していたフレーズ「う〜んマンダム」のパロディとなっている。

### 登場兵器・武器（森版）
- 10式戦車
- 軽装甲機動車
- 高機動車
- 偵察用オートバイ
- AH-64D戦闘ヘリコプター
- AH-1S対戦車ヘリコプター
- UH-60JA多用途ヘリコプター
- CH-47JA大型輸送ヘリコプター
- 89式5.56mm小銃
- 9mm拳銃
- 対人狙撃銃
- UH-1H多用途ヘリコプター
- UH-1J多用途ヘリコプター
- ましゅう型補給艦

### 書籍情報（森版）
SPコミックス（リイド社）
- 第1巻 ISBN 978-4845846689 2014年10月27日
- 第2巻 ISBN 978-4845846696 2015年9月29日
- 第3巻 ISBN 978-4845846702 2016年6月30日
- 第4巻 ISBN 978-4845846719 2017年4月28日

各巻の表紙には、自衛隊岩手地方協力本部が協力としてクレジットされている。